# Kościół ewangelicki w Mirsku
Kościół ewangelicki w Mirsku – dawna świątynia  protestancka znajdująca się w Mirsku, w województwie dolnośląskim. Zniszczona podczas pożaru w 1961 roku.

## Historia
Świątynia została wzniesiona w drugiej połowie XVIII wieku, a następnie została przebudowana w XIX wieku. Kościół został zbudowany na planie prostokąta. Budowla posiada wieżę, dawniej we wnętrzu znajdowała się kondygnacja empor.
Po zakończeniu II wojny światowej świątynia była użytkowana okazjonalnie. Ostatnie nabożeństwo zostało odprawione w maju 1958 roku.
11 lutego 1961 budowla spłonęła od uderzenia pioruna, wskutek czego kościół stracił dach, zachowały się ściany szczytowe.
Organy z tego kościoła zostały przeniesione do kościoła przy Parafii Ewangelicko - Augsburskiej w Wiśle, gdzie służą do dnia dzisiejszego. 